# 田口珠李
田口 珠李（たぐち しゅり、2001年4月14日 - ）は、日本の元ファッションモデル、元タレント。神奈川県出身。

## 人物
- 小学生の頃、雑誌「ニコプチ☆」のスーパー読者モデルとして活動を開始。
- 趣味・特技はキックボクシングとウォーキング。
- 韓国が好きで、特に韓国のコスメやファッションが大好き。
- 2020年8月31日付で所属事務所を退所[1]。
- 2024年3月に大学を卒業し、社会人となった[2]。

## 出演

### 雑誌
- 月刊Popteen - POPレギュラーモデル1期生[3]
- JELLY

### 舞台
- エアースタジオ『GO,JET!GO!GO!ZERO』Bチーム（2016年8月10日 - 21日） - メグ役[4]
- エアースタジオ『GO,JET!GO!GO!Vol.2』Bチーム（2017年5月10日 - 15日） - メグ役[5]

### WEB番組
- ameba FRESH! Popteenの裏トーーーーク！（2016年3月6日）[6]
- ameba FRESH! 人類総美女化プロジェクト~やっぱり美女が好き~（2017年6月2日 - 10月8日） -  準レギュラー[7][8]
- 占いTV ハッピースクールなう！（2018年3月9日）[9]

### WEBサイト
- HARAJUKU POP WEB（2020年5月29日 - 2022年3月8日）※韓国のコスメ・ファッション等の情報発信[10]